# Prem Narain Bhatia
Prem Narain Bhatia fue un periodista y diplomático indio.
- Prem Narain Bhatia fue hijo de Puran Devi y H.N. Das.
- De 1934 a 1939 fue Subeditor de la Civil and Military Gazette.
- De 1939 a 1942 fue empleado de la Central News Organisation del All India Radio[1]
- De 1942 a 1945 fue Teniente coronel de la Directorate of Public Relations del Ejército Indio Británico.
- De 1945 a 1946 fue director of Public Information en Bengala.
- De 1946 a 1958 fue Representativo suplente y correspondiente político de la The Statesman en Lucknow..
- A principios de 1948 fue seis meses secretario de información de embajada de primera clase en Moscú.
- En verano de 1947 se creó la embajada en Moscú, que pertenecía a las tres primeras misiones diplomáticas de la India independiente, la embajadora designada era en:Vijaya Lakshmi Pandit,  consejero era Ammembal Vittal Pai (1901), Prem Krishen secretario de primera clase. Ambos pertenecían a la en:Indian Civil Service (British India) y habían optado por el en:Indian Foreign Service recién formado. El agregado cultural era pl:Hiranmoy Ghoshal. Sra Pandit pensó que necesitaba un hombre para iniciar una célula de relaciones públicas en la embajada y le escribió a su hermano, para recoger a una persona adecuada de la comunidad periodística. Sri Pandit Jawaharlal Nehru a su vez habló con en:Rafi Ahmed Kidwai, quien mencionó Prem Narain Bhatia. Apenas 18 meses después de su llegada a Lucknow como representante Especial del en:The Statesman una posición que he heredado de Durga Das (* 1900 † 17 de mayo de 1973), le dieron un mensaje de Vidya Shankar secretario personal de en:Sardar Patel Vallabhbhai a través de Bhagwan Sahay para preguntar si estaría interesado en ser jefe de la Sección de Información de la Embajada em Moscú.
- En 1959 fue editor del diario The Tribune (Chandigarh) en Ambala.
- De 1960 a 1963 fue editor residente del The Times of India.
- De 1963 a 1965 fue editor del en:The Indian Express.
- De 1965 a 1969 fue Alto Comisionado en Nairobi.
- De 1969 a 1973 fue Alto Comisionado en Singapur.
- El 23 de junio de 1969 Jai Kumar Karnani fue designado gerente de la Indian National Press, Private Limited que publicó la en:The Free Press Journal en Mumbay.
- En 1973, Prem Bhatia estaba buscando un trabajo como editor. Russi Karanjia (editor de en:Blitz (newspaper)) le informó que podría obtener la dirección editorial de la en:The Free Press Journal. Jai Kumar Karnani, aparentemente hubo prisa con la designación,  desesperada. Bhatia se le dijo que procederá a Calcuta de inmediato para cumplir con el propietario y ultimar las condiciones de nombramiento. En su libro Of many pastures, Prem Narain Bhatia revela:

Karnani y yo tuvimos una larga sesión en Calcuta en la que no sólo me ofreció la dirección editorial, pero insistió en la solución de los términos de mi servicio hasta el tipo de piso residencial en Bombay y el tipo de coche me gustaría tener.
Aunque The Free Press Journal no era un periódico de primera fila, y viviendo en Bombay no era una perspectiva tenía ganas de que, acepté la oferta de Karnani por dos razones. Quería volver a mi profesión permanente, y mi hijo mayor había establecido
casa en Bombay después de unirse a en:Hindustan Unilever  y casarse.

Encontra la designación llevantó Indira Gandhi el Veto de la contratante de anuncios públicos.
- De 1973 a 1977 fue editor en funciones de la India News and Feature Aliance, en Nueva Delhi.
- De 1977 a 1986 fue editor de la The Tribune Publications.
- A partir de 1986 fue consultante de la  The Tribune Trust.
- Fue miembro de la Press Comm fue presidente del Press Club of India y presidente de la  Editors Guid of India

## Prem Bhatia Memorial Award
El Prem Bhatia Memorial Award es un premio por logros en el periodismo que reconoce Excelencia en la información política y análisis.